# Reiner Heise
Reiner Heise (auch Rainer Heise; * 8. September 1956 in Schönebeck (Elbe)) ist ein deutscher Schauspieler.

## Leben
Heise studierte an der Hochschule für Schauspielkunst „Ernst Busch“ Berlin und schloss 1981 sein Studium ab. Dort begann er 1987 eine langjährige Tätigkeit als Lehrbeauftragter für Schauspiel. Einer der ersten bekannteren Filme, mit dem Heise Popularität erlangte, war 1985 Die Geschichte vom goldenen Taler nach Hans Fallada in der Rolle des Hans Geiz. Er war von 1984 bis 1992 als Schauspieler an der Volksbühne Berlin engagiert. Seit 1992 arbeitet er freischaffend und wirkte in zahlreichen Film- und Fernsehproduktionen mit. Auch verschiedene Hörspielproduktionen gehören zu seinem Repertoire. Seit 2014 arbeitet er zunehmend als Theaterregisseur.

## Filmografie (Auswahl)
- 1982: Das Mädchen und der Junge
- 1982: Der Aufenthalt
- 1985: Die Geschichte vom goldenen Taler
- 1985: Die Gänse von Bützow
- 1985: Polizeiruf 110: Verlockung (Fernsehreihe)
- 1985: Die Frau und der Fremde
- 1986: Der Hut des Brigadiers
- 1987: Polizeiruf 110: Die alte Frau im Lehnstuhl
- 1989: Der Bruch
- 1989: Die ehrbaren Fünf (Fernsehfilm)
- 1991: Der Tangospieler
- 1992: Sherlock Holmes und die sieben Zwerge
- 1992: Der Kinoerzähler
- 1992: Die Lügnerin
- 1993: Tatort: Um Haus und Hof (Fernsehreihe)
- 1993: Novalis – Die blaue Blume
- 1993: Für alle Fälle Stefanie
- 1994: Der Fahnder – Geschwisterliebe
- 1994: Tatort: Geschlossene Akten
- 1994: Zwei alte Hasen (Fernsehserie)
- 1994, 1998: Liebling Kreuzberg
- 1995: Unser Lehrer Doktor Specht
- 1995: Polizeiruf 110: Im Netz
- 1996: Die Männer vom K3 – Kurz nach Mitternacht
- 1996: Polizeiruf 110: Kurzer Traum
- 1997/1998: Spuk aus der Gruft
- 1998: Tatort: Schüsse auf der Autobahn
- 1998: Tatort: Der zweite Mann
- 1998: Das Traumschiff – Argentinien
- 1999: Tatort: Blinde Kuriere
- 1999: Bis zum Horizont und weiter
- 2000: Spuk im Reich der Schatten
- 2001: Der Tunnel
- 2001: Die Sonnenlanze
- 2002: Stubbe – Von Fall zu Fall: Das vierte Gebot
- 2002: Polizeiruf 110 – Memory
- 2002: Lilly unter den Linden
- 2003: Spuk am Tor der Zeit
- 2003: Ganz und gar
- 2004: Die fetten Jahre sind vorbei
- 2004: Typisch Mann!
- 2006: Der Rote Kakadu
- 2006: Elementarteilchen
- 2008:  Die Entdeckung der Currywurst
- 2009: Krauses Kur
- 2010: Im Angesicht des Verbrechens
- 2013:  Der Bau
- 2017: Timm Thaler oder das verkaufte Lachen

## Theater (Auswahl)
- 1980: Maria Stuart von Friedrich Schiller als Mortimer am Deutschen Theater (Berlin) (Regie: Thomas Langhoff)
- 1981: Dreyfus von Jean-Claude Grumberg als Michel am Deutschen Theater (Berlin) (Regie: Ulrich Engelmann)
- 1981: Romeo und Julia von William Shakespeare als Mercutio am Theater im Palast (Regie: Peter Schroth/Peter Kleinert)
- 1983: Minna von Barnhelm von Gotthold Ephraim Lessing als Riccaut am Theater im Palast (Regie: Barbara Abend)
- 1984: Schluck und Jau von Gerhart Hauptmann als Jon Rand an der Volksbühne Berlin (Regie: Siegfried Höchst)
- 1984: Troilus und Cressida von William Shakespeare als Pandarus an der Volksbühne Berlin (Regie: Horst Hawemann)
- 1984: Der Held der westlichen Welt von John Millington Synge als Der alte Mahon an der Volksbühne Berlin (Regie: Ursula Karusseit)
- 1985: Garage von Eldar Rjasanow/Emil Braginsky als Karpuchin an der Volksbühne Berlin (Regie: Harald Warmbrunn)
- 1985: Optimistische Tragödie von Wsewolod Witaljewitsch Wischnewski als Wainonen an der Volksbühne Berlin (Regie: Siegfried Höchst)
- 1987: Meister und Margarita von Michail Bulgakow als Fagott an der Volksbühne Berlin (Regie: Siegfried Höchst)
- 1987: Kaspar, der Mensch von Adolf Glaßbrenner als Kaspar an der Volksbühne Berlin (Regie: Harald Warmbrunn)
- 1988: Das Leben und Sterben des Wladimir Majakowski von Dieter Wardetzky als Majakowski am Theater der Freundschaft (Regie: Dieter Wardetzky)
- 1988: La Dama Boba von Lope de Vega an der Volksbühne Berlin (Regie: Horst Hawemann)
- 1989: Hundeherz von Michail Bulgakow an der Volksbühne Berlin (Regie: Horst Hawemann)
- 1989: Hamlet von William Shakespeare als Güldenstern an der Volksbühne Berlin (Regie: Siegfried Höchst)
- 1991: Die Komödie der Irrungen von William Shakespeare als Antipholus von Ephesus/Antipholus von Syrakus an der Volksbühne Berlin (Regie: Werner Tietze)
- 1996: Leonce und Lena von Georg Büchner als Leonce am Theater Erfurt (Regie: Friedo Solter)
- 2004: Die Abenteuer des braven Soldaten Schwejk von Max Brod und Hans Reimann als Lukatsch am Theater am Kurfürstendamm (Regie: Klaus Gendries)
- 2010: Der blaue Engel von Peter Turrini als Kiepert am Theater am Kurfürstendamm (Regie: Klaus Gendries)
- 2015: Die Entführung aus dem Serail von Wolfgang Amadeus Mozart als Bassa Selim am Volkstheater Rostock (Regie: Babette Bartz)

## Hörspiele (Auswahl)
- 1977: Jan Eik: Ehrlich geteilt – Regie: Bert Bredemeyer (Hörspiel – Rundfunk der DDR)
- 1985: Franz Fühmann: Das blaue Licht (Soldat) – Regie: Barbara Plensat (Fantasy, Märchen für Erwachsene – Rundfunk der DDR)
- 1986: Brüder Grimm: Der Frieder und das Katherlieschen (Dritter Dieb) – Regie: Karin Lorenz (Kinderhörspiel – Litera)
- 1987: Bodo Schulenburg: Das Kälbchen und die Schwalbe (Kurfürst) – Regie: Manfred Täubert (Kinderhörspiel – Rundfunk der DDR)
- 1987: Halina Gòrska: Die Blume des Amethyst (Gotfryd) – Regie: Manfred Täubert (Kinderhörspiel – Rundfunk der DDR)
- 1988: Homer: Die Irrfahrten des Odysseus (Schauspieler) – Regie: Werner Buhss (Kinderhörspiel (6 Teile) – Rundfunk der DDR)
- 1988: Thomas Rosenlöcher: Das Gänseblümchen (Zaun) – Regie: Werner Grunow (Kinderhörspiel – Rundfunk der DDR)
- 1989: Gerhard Rentzsch: Szenen vom Lande – Regie: Karlheinz Liefers (Hörspielreihe: Augenblickchen Nr. 1 – Rundfunk der DDR)
- 1989: Vijay Tendulkar: Der leere Stuhl der Miss Shaku Dalvi (Joshi) – Regie: Beate Rosch (Hörspiel – Rundfunk der DDR)
- 1989: Alexej Tolstoi: Gevatter Naúm (Teufel) – Regie: Rainer Schwarz (Kinderhörspiel – Litera)
- 1989: Brüder Grimm: Sechse kommen durch die ganze Welt (Fritz von Flitz) – Regie/Bearbeitung: Peter Brasch (Kinderhörspiel – Litera)
- 1990: Anna Seghers: Die Wellblechhütte (Brekoly) – Regie: Norbert Speer (Hörspielbearbeitung – Rundfunk der DDR)
- 1991: Waldemar Bonsels: Die Biene Maja (Hornissenwächter) – Regie: Werner Grunow (Kinderhörspiel – DS Kultur)
- 1997: Ingrid Noll: Der Hahn ist tot – Regie: Ulrike Brinkmann (Kriminalhörspiel – DLR Berlin)
- 1998: Peter Steinbach: Warum ist es am Rhein so schön… (Regisseur/Knatt) – Regie: Hans Gerd Krogmann (Hörspiel – WDR/DLR)
- 1998: Michail Bulgakow: Der Meister und Margarita – Regie: Petra Meyenburg (Hörspiel (30 Teile) – MDR)
- 1999: Isaak Babel: Die Reiterarmee (Sevelev) – Regie: Joachim Staritz (Hörspiel (3 Teile) – MDR/DLR)